# Alexandre Michon
Alexandre Michon (em russo:  Александр Михайлович Мишон, em azeri:  Aleksandr Mişon), (Carcóvia, Império Russo (hoje na Ucrânia) - Samara, Rússia Soviética, 5 de julho de 1921) foi um diretor de cinema e fotógrafo russo. Nascido em uma família francesa em Carcóvia, ele começou sua carreira como fotógrafo e tinha um estúdio fotográfico na sua cidade natal. Mais tarde, ele se estabeleceu em Baku (capital do Azerbaijão nos dias de hoje) e lá viveu por 25 anos. Aqui, em 1898, ele atirou em seus primeiros filmes usando um cinematógrafo Lumière. Michon é amplamente considerado como o pioneiro do cinema do Azerbaijão.

## Filmografia
- Balaxanıda neft fontanı (1898)